# NGC 4236/1
NGC 4236/1 је спирална галаксија у сазвежђу Змај која се налази на NGC листи објеката дубоког неба.
Деклинација објекта је + 69° 27' 49" а ректасцензија 12h 16m 43,3s. Привидна величина (магнитуда) објекта NGC 4236 износи 10,1 а фотографска магнитуда 10,7. NGC 42361 је још познат и под ознакама UGC 7306, MCG 12-12-4, CGCG 335-8, KARA 523, IRAS 12140+6947, PGC 39346.